# Séamus Hughes
Séamus Hughes (* 1. September 1952 in Westport, County Mayo, Irland; † 12. Juli 2022 ebenda) war ein irischer Politiker (Fianna Fáil) und Richter.
Nach dem Studium arbeitete Hughes als Solicitor. Bei den Wahlen zum Dáil Éireann 1992 gelang ihm für den Wahlkreis Mayo West der Einzug in den Dáil Éireann. Als für die Wahlen zum Dáil Éireann 1997 die Wahlkreise Mayo East und Mayo West zusammengelegt wurden, konnte er sich nicht gegen die Mitbewerber durchsetzen. Er wurde sodann State Solicitor für den County Mayo. Ab 2009 arbeitete er bis zu seinem Tod als Richter am District Court des County Donegal und später für den Bereich Westmeath/Longford/Roscommon.
Er war mit Maria verheiratete und hatte mit ihr drei Söhne und eine Tochter.